# NBL Coach of the Year Award
Der NBL Coach of the Year Award ist die Auszeichnung für den besten Trainer der gesamten Saison der australasischen National Basketball League. Der Gewinner bekommt die Lindsay Gaze Trophy, die nach dem australischen Basketballspieler und -trainer Lindsay Gaze benannt ist.

## Gewinner
| Jahr      | Trainer                             | Nationalität                  | Team                                                |
| --------- | ----------------------------------- | ----------------------------- | --------------------------------------------------- |
| 1980      | Barry Barnes                        | Australien                    | Nunawading Spectres                                 |
| 1981      | Bob Turner                          | Australien                    | Newcastle Falcons                                   |
| 1982      | Cal Bruton                          | Vereinigte Staaten            | Geelong Cats                                        |
| 1983      | Robbie Cadee                        | Australien                    | Bankstown Bruins                                    |
| 1984      | Brian Kerle                         | Australien                    | Brisbane Bullets                                    |
| 1985      | Bob Turner (2)                      | Australien                    | Canberra Cannons                                    |
| 1986      | Ken Cole                            | Australien                    | Adelaide 36ers                                      |
| 1987      | David Lindstrom                     | Australien                    | Illawarra Hawks                                     |
| 1988      | Bruce Palmer                        | Vereinigte Staaten            | North Melbourne Giants                              |
| 1989      | Lindsay Gaze                        | Australien                    | Melbourne Tigers                                    |
| 1990      | Brian Kerle (2)                     | Australien                    | Brisbane Bullets (2)                                |
| 1991      | Murray Arnold                       | Vereinigte Staaten            | Perth Wildcats                                      |
| 1992      | Brian Goorjian                      | Vereinigte Staaten            | South East Melbourne Magic                          |
| 1993      | Alan Black                          | Australien                    | Illawarra Hawks (2)                                 |
| 1994      | Brett Brown                         | Vereinigte Staaten            | North Melbourne Giants (2)                          |
| 1995      | Alan Black (2) Thomas Wisman        | Australien                    | Illawarra Hawks (3) Newcastle Falcons (2)           |
| 1996      | Brett Flanigan                      | Australien                    | Canberra Cannons (2)                                |
| 1997      | Lindsay Gaze (2) Brian Goorjian (2) | Australien Vereinigte Staaten | Melbourne Tigers (2) South East Melbourne Magic (2) |
| 1998      | Brian Goorjian (3)                  | Vereinigte Staaten            | South East Melbourne Magic (3)                      |
| 1998/99   | Lindsay Gaze (3) Brendan Joyce      | Australien                    | Melbourne Tigers (3) Wollongong Hawks               |
| 1999/2000 | Ian Stacker                         | Australien                    | Townsville Crocodiles                               |
| 2000/01   | Brendan Joyce (2)                   | Australien                    | Wollongong Hawks (2)                                |
| 2001/02   | Brian Goorjian (4)                  | Vereinigte Staaten            | Victoria Titans                                     |
| 2002/03   | Ian Stacker (2)                     | Australien                    | Townsville Crocodiles (2)                           |
| 2003/04   | Joey Wright                         | Vereinigte Staaten            | Brisbane Bullets (3)                                |
| 2004/05   | Adrian Hurley                       | Australien                    | Hunter Pirates                                      |
| 2005/06   | Al Westover                         | Vereinigte Staaten            | Melbourne Tigers (4)                                |
| 2006/07   | Joey Wright (2)                     | Vereinigte Staaten            | Brisbane Bullets (4)                                |
| 2007/08   | Brian Goorjian (5)                  | Vereinigte Staaten            | Sydney Kings                                        |
| 2008/09   | Brian Goorjian (6)                  | Vereinigte Staaten            | South Dragons                                       |
| 2009/10   | Gordie McLeod                       | Australien                    | Wollongong Hawks (3)                                |
| 2010/11   | Trevor Gleeson                      | Australien                    | Townsville Crocodiles (3)                           |
| 2011/12   | Andrej Lemanis                      | Australien                    | New Zealand Breakers                                |
| 2012/13   | Andrej Lemanis (2)                  | Australien                    | New Zealand Breakers (2)                            |
| 2013/14   | Gordie McLeod (2)                   | Australien                    | Wollongong Hawks (4)                                |
| 2014/15   | Aaron Fearne                        | Australien                    | Cairns Taipans                                      |
| 2015/16   | Shawn Dennis                        | Australien                    | Townsville Crocodiles (4)                           |
| 2016/17   | Joey Wright (3)                     | Australien                    | Adelaide 36ers (2)                                  |
| 2017/18   | Dean Vickerman                      | Australien                    | Melbourne United                                    |
| 2018/19   | Dean Vickerman (2)                  | Australien                    | Melbourne United (2)                                |
| 2019/20   | Mike Kelly                          | Vereinigte Staaten            | Cairns Taipans (2)                                  |
| 2020/21   | Trevor Gleeson (2)                  | Australien                    | Perth Wildcats (2)                                  |
| 2021/22   | Scott Roth                          | Vereinigte Staaten            | Tasmania JackJumpers                                |
| 2022/23   | Adam Forde                          | Australien                    | Cairns Taipans (3)                                  |
| 2023/24   | Dean Vickerman (3)                  | Australien                    | Melbourne United (3)                                |
| 2024/25   | Justin Tatum                        | Vereinigte Staaten            | Illawarra Hawks (4)                                 |

## Mehrfachgewinner
| Platz | Spieler        | Team(s)                                                                  | Auszeichnungen | Jahr                               |
| ----- | -------------- | ------------------------------------------------------------------------ | -------------- | ---------------------------------- |
| 1     | Brian Goorjian | South East Melbourne Magic, Victoria Titans, Sydney Kings, South Dragons | 6              | 1992, 1997, 1998, 2002, 2008, 2009 |
| 2     | Lindsay Gaze   | Melbourne Tigers                                                         | 3              | 1989, 1997, 1999                   |
| 2     | Joey Wright    | Brisbane Bullets, Adelaide 36ers                                         | 3              | 2004, 2007, 2017                   |
| 2     | Dean Vickerman | Melbourne United                                                         | 3              | 2018, 2019, 2024                   |
| 4     | Bob Turner     | Newcastle Falcons, Canberra Canons                                       | 2              | 1981, 1985                         |
| 4     | Brian Kerle    | Brisbane Bullets                                                         | 2              | 1984, 1990                         |
| 4     | Alan Black     | Illawarra Hawks                                                          | 2              | 1993, 1995                         |
| 4     | Ian Stacker    | Townsville Crocodiles                                                    | 2              | 2000, 2003                         |
| 4     | Andrej Lemanis | New Zealand Breakers                                                     | 2              | 2011, 2012                         |
| 4     | Gordie McLeod  | Wollongong Hawks                                                         | 2              | 2010, 2014                         |
| 4     | Trevor Gleeson | Townsville Crocodiles, Perth Wildcats                                    | 2              | 2011, 2021                         |

## Weblink
- Offizielle Website der NBL (englisch)